# أمستراد

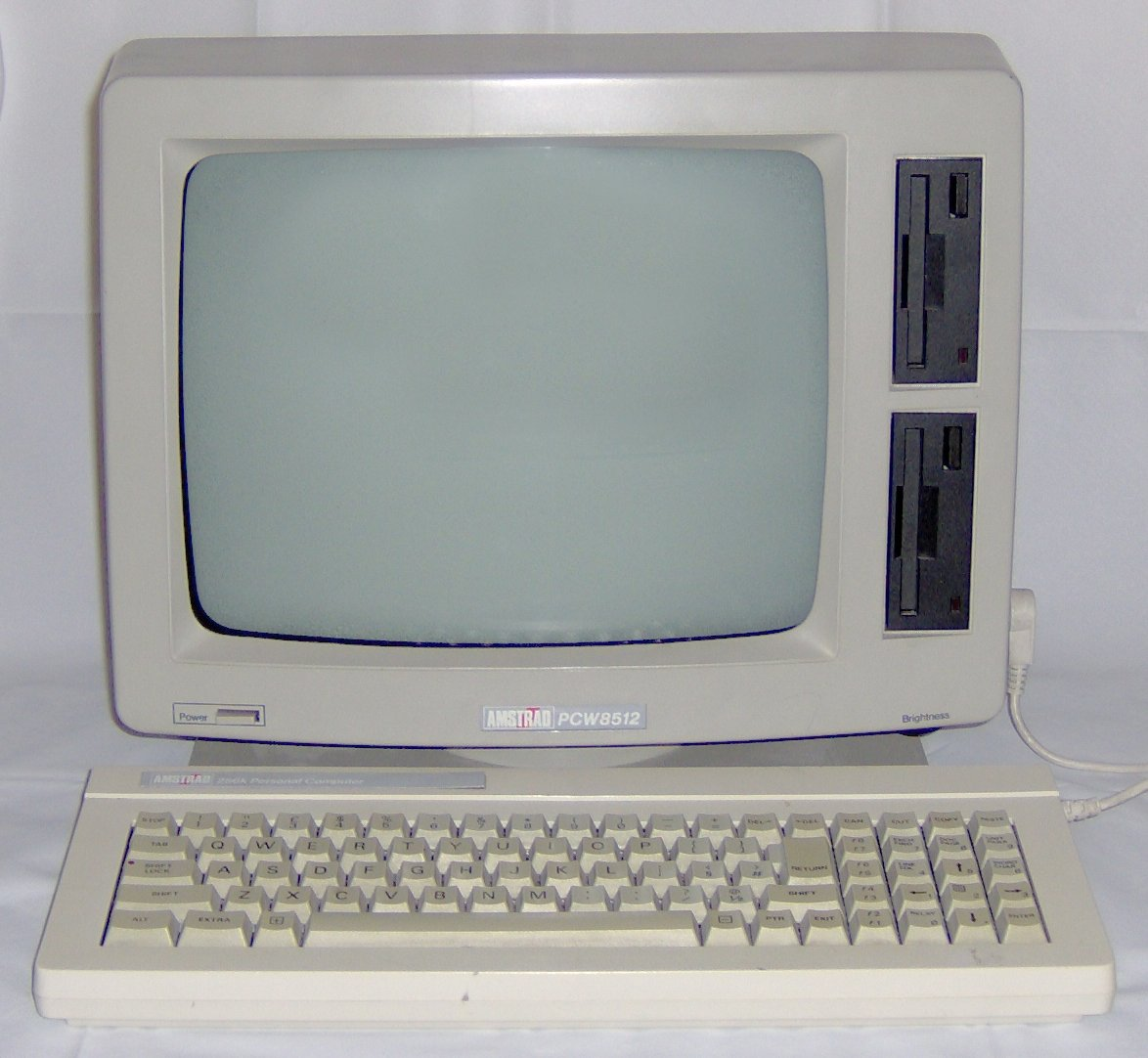
إحدى أجهزة الحواسيب التي أنتجهتا أمستراد وهي من نوع أمستراد بي سي دبليو 512

أمستراد (بالإنجليزية: Amstrad)‏ ، هي شركة بريطانية لإنتاج الحواسيب والبرامج الإلكترونية، أسست الشركة عام 1968م، وتقع مقرها في العاصمة البريطانية لندن.

## وصلات خارجية
- الموقع الرسمي
- Amstrad CPC464 Java emulator